# Тайрос-3
Тайрос-3 — метеорологический космический аппарат со стабилизацией вращения, разработанный для тестирования экспериментальных телевизионных технологий и инфракрасного оборудования.

## Запуск

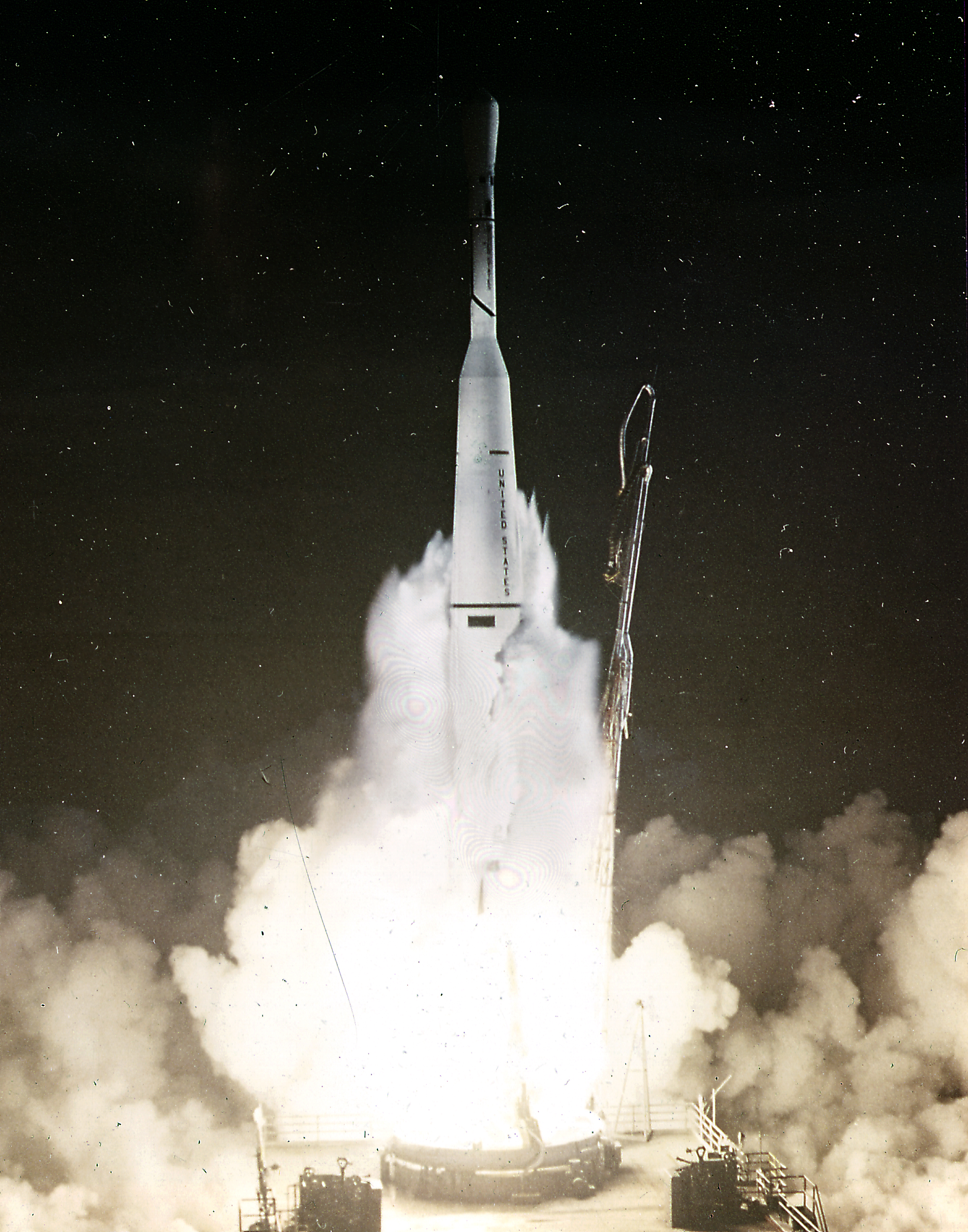
Запуск Тайрос-3

Тайрос-3 был запущен 12 июля 1961 года ракетой Тор-Дельта со станции ВВС на мысе Канаверал Спутник совершал оборот вокруг Земли каждые 98 минут под углом наклона 47,9 °. Его перигей составлял 742 км, а апогей — 812 км .

## Описание аппарата
Спутник имел форму 18-гранной правильной призмы диаметром 107 см и высотой 56 см. Верх и борта космического корабля были покрыты примерно 9000 кремниевыми солнечными элементами размером 1 на 2 см. Тайрос-3 был оснащён двумя независимыми подсистемами телекамер для съёмки облачного покрова, а также двухканальным радиометром низкого разрешения, радиометром и пятиканальным сканирующим инфракрасным радиометром. Все три радиометра использовались для измерения излучения Земли и её атмосферы. Скорость вращения спутника поддерживалась между 8 и 12 об / мин за счёт использования пяти диаметрально противоположных пар небольших твердотопливных двигателей. Ось вращения спутника могла быть ориентирована с точностью от 1 до 2 градусов с помощью устройства магнитного управления, состоящего из 250 сердечников проволоки, намотанных на внешнюю поверхность космического корабля. Взаимодействие между индуцированным магнитным полем в космическом корабле и магнитным полем Земли обеспечивало необходимый крутящий момент для управления ориентацией. Система управления полётом также оптимизировала работу солнечных элементов и телекамер и защитила пятиканальный инфракрасный радиометр от длительного воздействия прямых солнечных лучей. Космический корабль работал нормально до августа 1961 года, когда сканирующий радиометр начал выходить из строя.